# PY Девы
PY Девы (лат. PY Virginis) — тройная звезда в созвездии Девы на расстоянии приблизительно 273 световых лет (около 83,6 парсек) от Солнца.
Пара первого и второго компонентов — двойная затменная переменная звезда типа W Большой Медведицы (EW). Визуальная звёздная величина звезды — от +10,09m до +9,6m. Орбитальный период — около 0,3113 суток (7,47 часа).
Открыта Патриком Уилсом и Шоном У. Дворжаком в 2003 году*.

## Характеристики
Первый компонент — оранжевый карлик спектрального класса K0, или K1V, или K2V, или G8. Масса — около 1,069 солнечной, радиус — около 0,958 солнечного, светимость — около 0,448 солнечной. Эффективная температура — около 4995 K.
Второй компонент — оранжевый карлик спектрального класса K. Масса — около 0,826 солнечной, радиус — около 0,779 солнечного, светимость — около 0,266 солнечной. Эффективная температура — около 4702 K.
Третий компонент. Масса — около 0,79 солнечной. Орбитальный период — около 5,22 года. Удалён в среднем на 2,8 а.е..